# التركيبة السكانية في رومانيا
تشمل التركيبة السكانية أو الديموغرافيا لسكان رومانيا الكثافة السكانية، والعرق، ومستوى التعليم، وصحة السكان، والوضع الاقتصادي، والانتماءات الدينية، وجوانب أخرى من السكان.
حوالي 89.3 ٪ من سكان رومانيا هم من أصل روماني (حسب التعداد الروماني لعام 2022 ) لغتهم الأم هي الرومانية وهي لغة داكو-رومانس، تنحدر من اللاتينية (بشكل أكثر تحديدًا من Vulgar Latin ) مع بعض الجينات الفرنسية والألمانية والإنجليزية واليونانية والإيطالية والسلافية والمجرية.
الرومانيون هم إلى حد بعيد المجموعة الأكثر عددًا من المتحدثين بلغة رومانسية شرقية اليوم. قيل إنهم يشكلون "جزيرة لاتينيتي"  في أوروبا الشرقية محاطة من جميع الجوانب إما بالشعوب السلافية (أي الشعوب السلافية الجنوبية والشعوب السلافية الشرقية) أو المجريين.
تشكل الأقلية المجرية في رومانيا أكبر أقلية في البلاد أو ما يصل إلى 6.0 في المائة من مجموع السكان.
بلغ عدد سكان رومانيا حوالي 19.000.000 شخص في عام 2022 ، استقبلت رومانيا 989357 لاجئًا أوكرانيًا في 27 مايو 2022 وفقًا للأمم المتحدة (الأمم المتحدة).
أثار الغزو الروسي لأوكرانيا عام 2022 الذي بدأ في 24 فبراير 2022 أزمة لاجئين كبيرة في أوروبا.  فيما يتعلق بالغزو الروسي لأوكرانيا في 24 فبراير 2022 كجزء من الحرب الروسية الأوكرانية بحلول 15 مايو 2022، غادر أكثر من 6،223،821 لاجئًا أوكرانيًا أراضي أوكرانيا، وانتقلوا إلى البلدان الأقرب إلى غرب أوكرانيا، حيث فر أكثر من 919،574 شخصًا إلى رومانيا المجاورة.

## التطور السكاني
انخفض عدد سكان رومانيا بشكل كبير في العقود الأخيرة، من ذروة بلغت 23.2 مليون في عام 1990 إلى 19.12 مليون في عام 2021. من بين أسباب انخفاض عدد السكان ارتفاع معدل الوفيات وانخفاض معدل الخصوبة منذ عام 1990 والمستويات الهائلة للهجرة. 
في عام 1990 قدر عدد سكان رومانيا بـ 23.21 مليون نسمة. طوال الفترة 1990-2006 بأكملها، تجاوزت الخسائر السكانية المقدرة 1.5 مليون نسمة  ولكن من المرجح أن تكون أعلى نظرًا لانتشار الهجرة للعمل بعد عام 2001 وميل بعض المهاجرين إلى الاستقرار بشكل دائم في البلدان التي يعيشون فيها. 

معدلات المواليد والوفيات في 1950-2008. يعتبر الارتفاع الهائل في معدل المواليد في عام 1967 هو السمة الأبرز لهذه الرسوم البيانية.

تعطي المصادر تقديرات متنوعة لسكان رومانيا التاريخي. يعطي المعهد الوطني للبحث والتطوير في المعلوماتية (NIRDI) الأرقام التالية (تم توفير الرقم لعام 2020 من قبل المعهد الوطني للإحصاء - INSSE):

## المجموعات العرقية

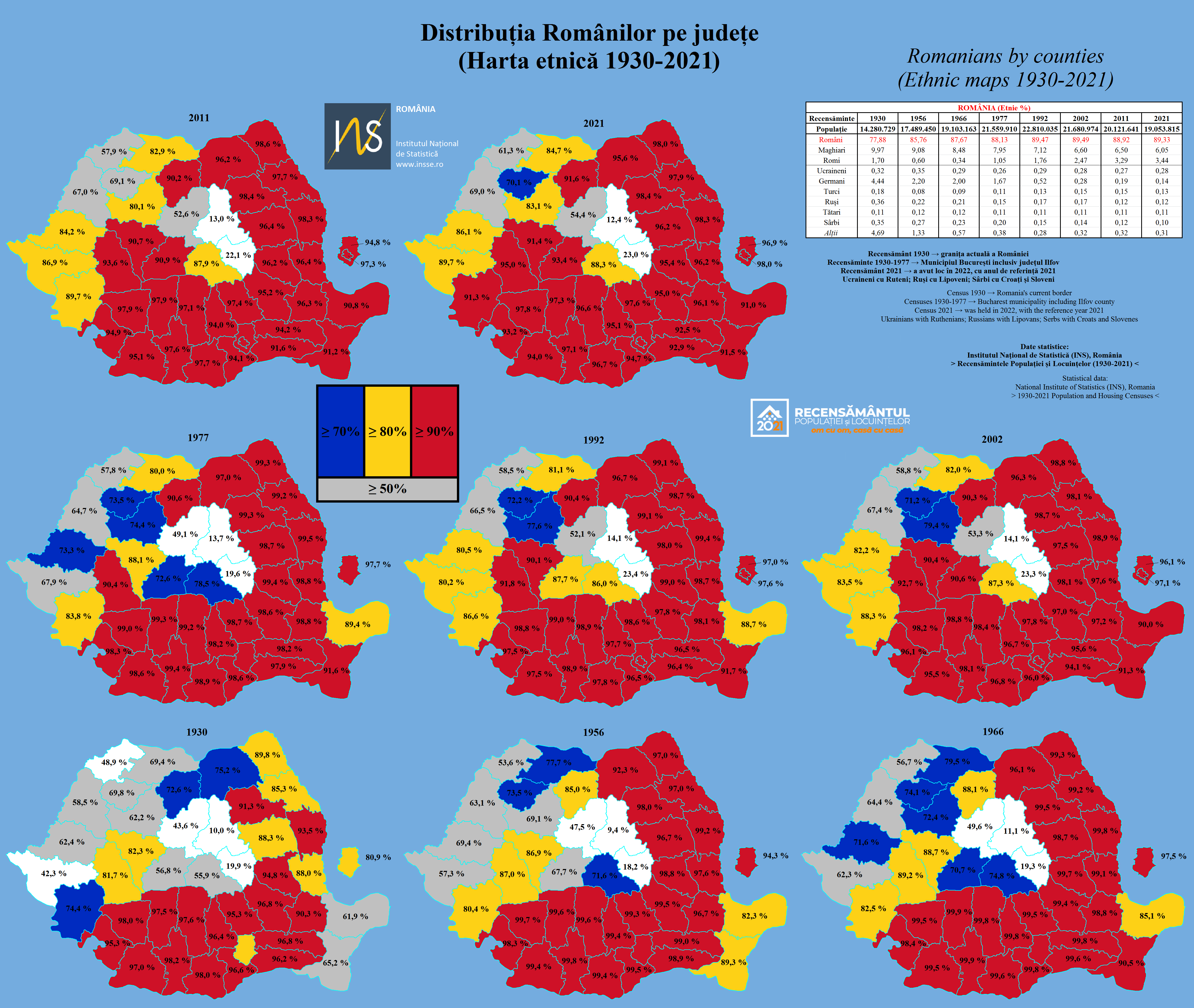
الرومانيون حسب المقاطعات (الخرائط العرقية 1930-2021)

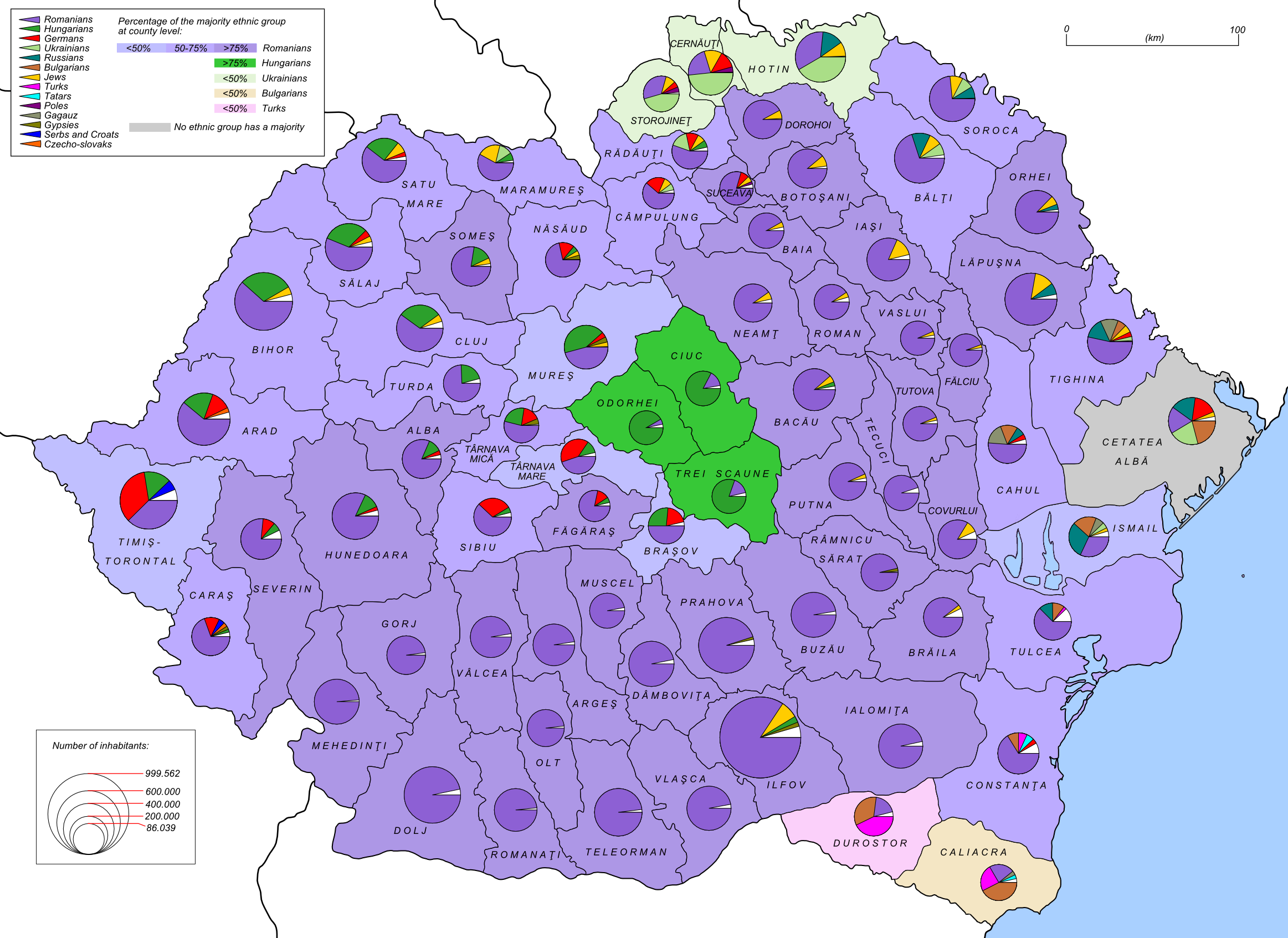
خريطة عرقية (تعداد 1930)

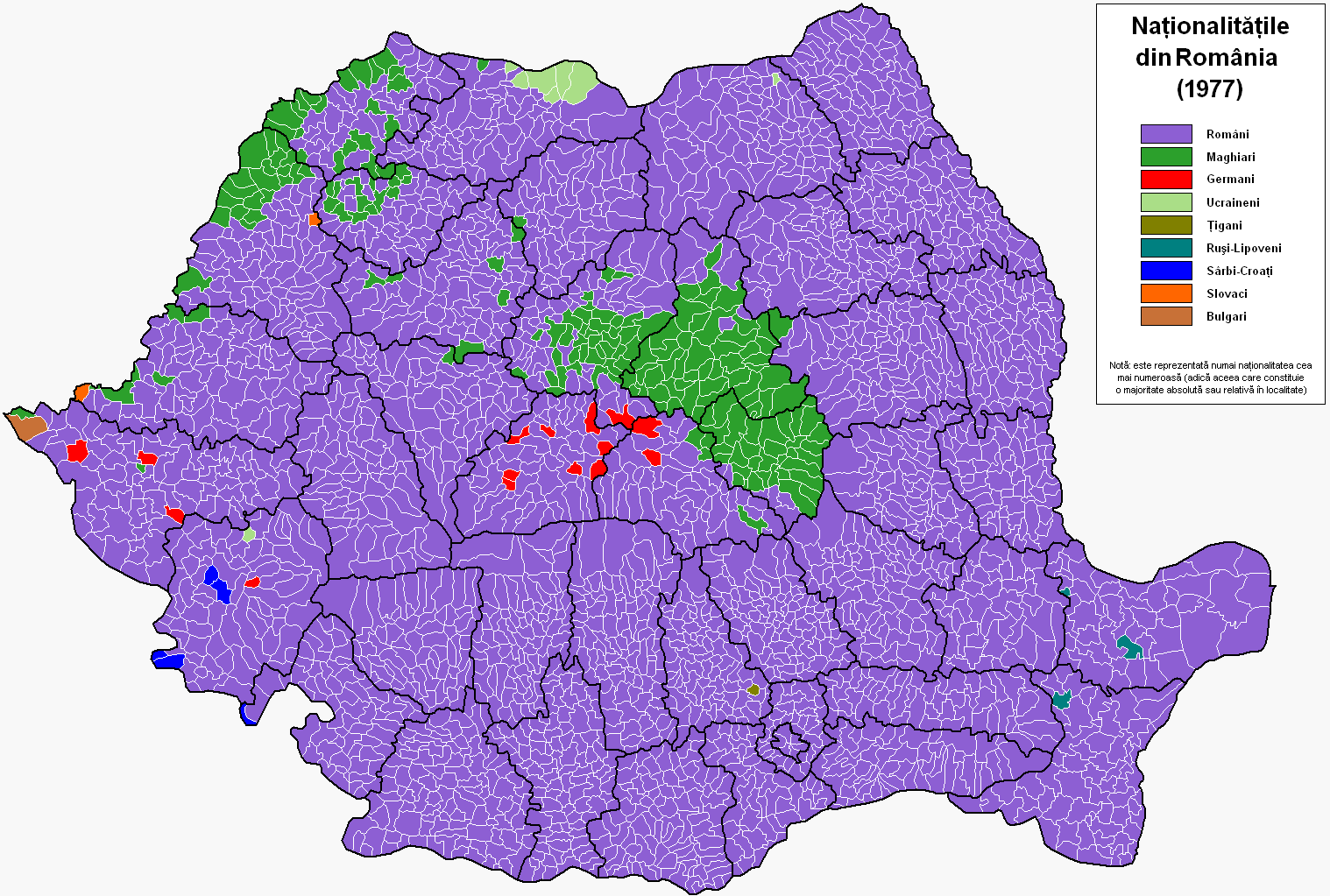
خريطة عرقية (تعداد 1977)

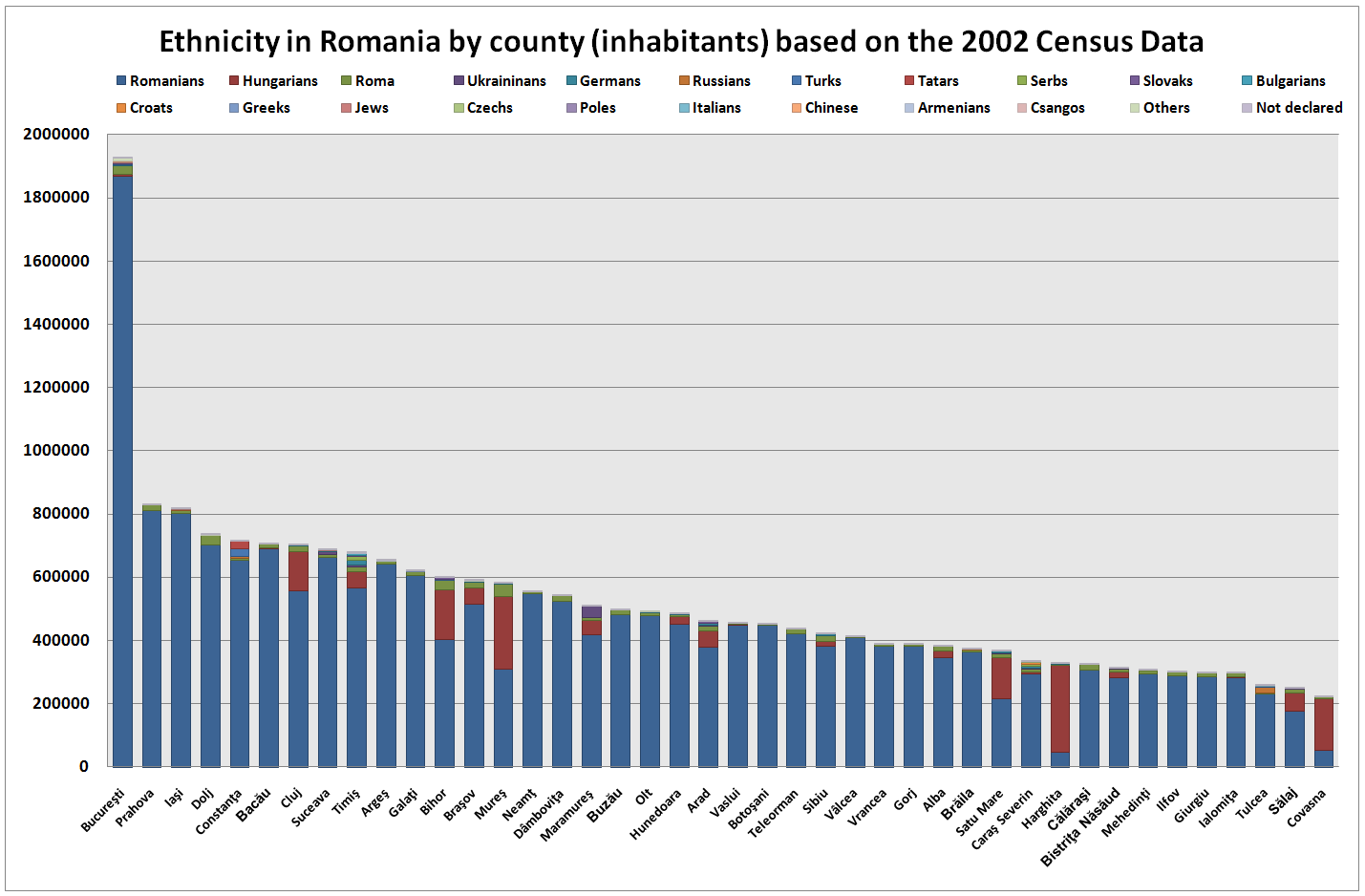
العرق في رومانيا حسب المقاطعة (السكان) بناءً على بيانات تعداد عام 2002

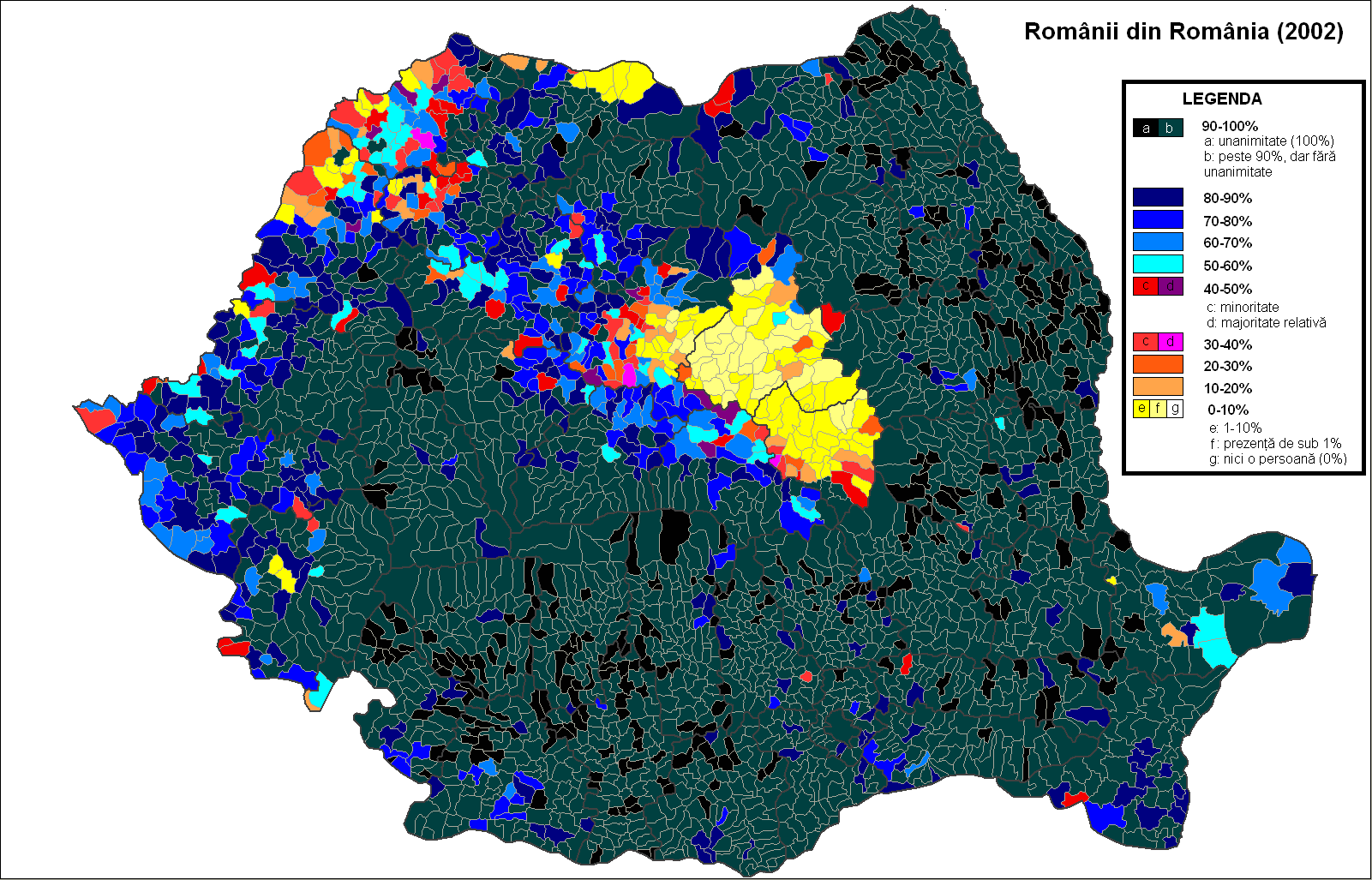
الرومانيون في رومانيا بناءً على بيانات تعداد عام 2002

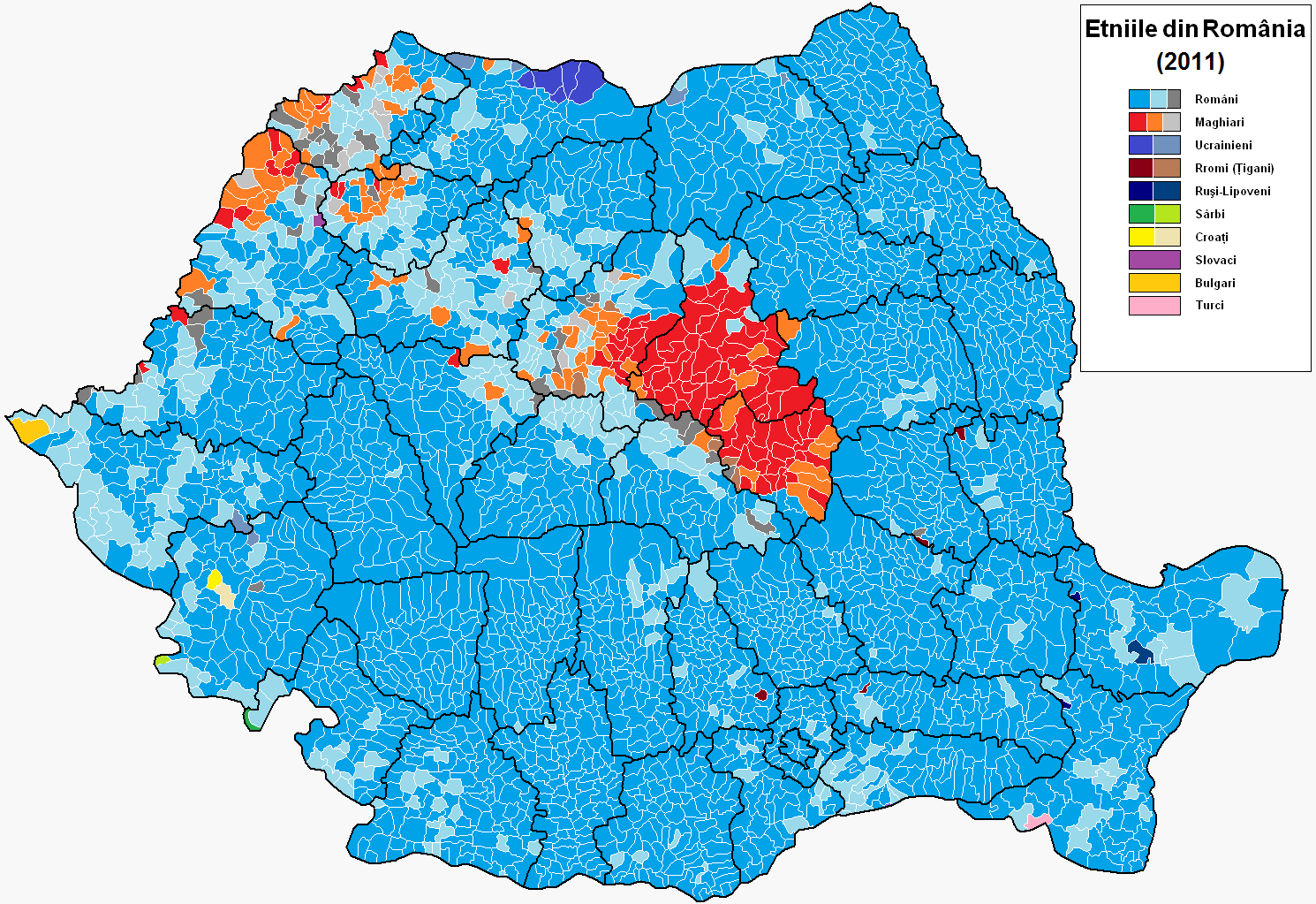
خريطة عرقية (إحصاء 2011)

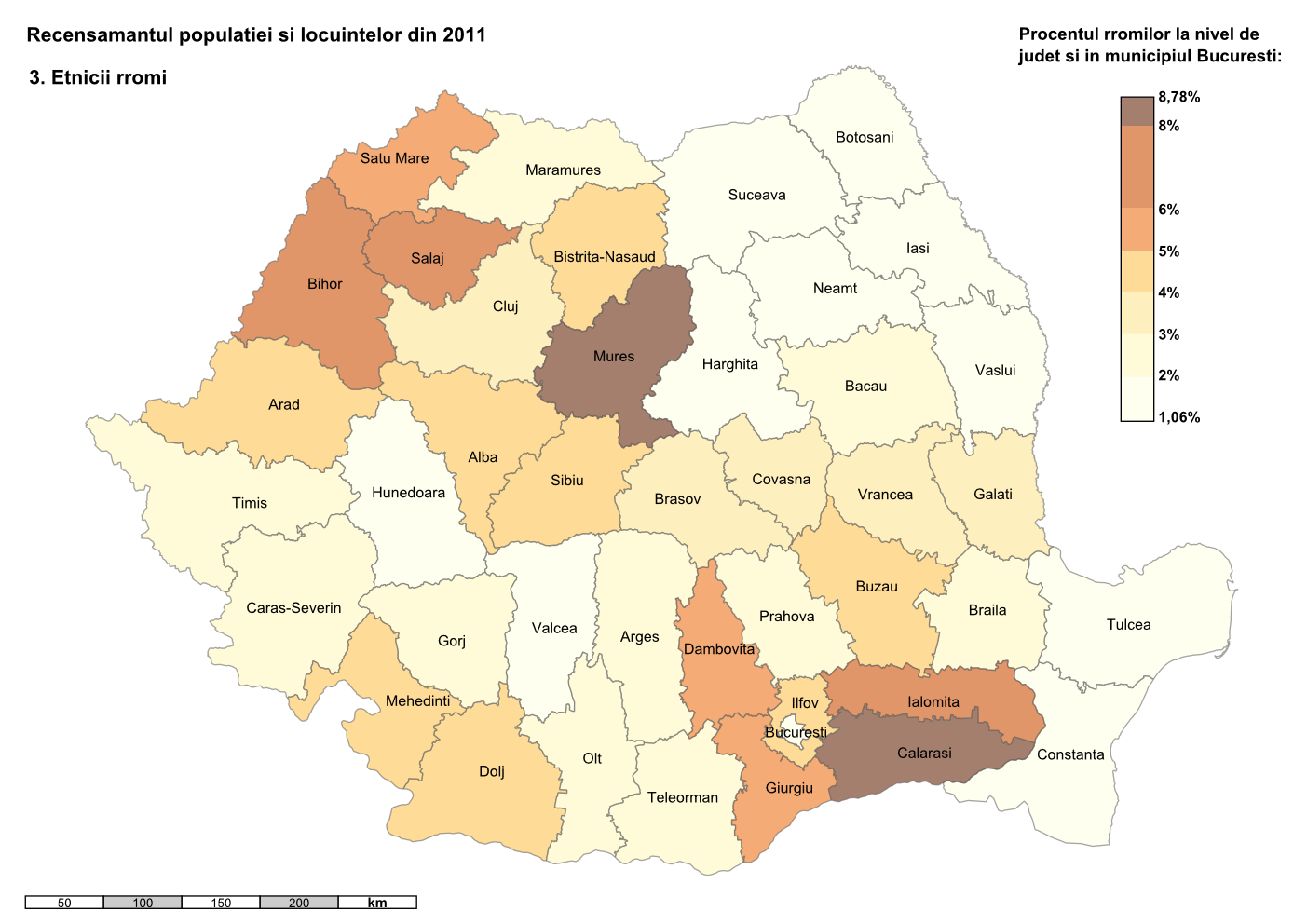
أقلية الروما في رومانيا حسب المقاطعة (تعداد 2011)

أكثر بقليل من 10٪ من سكان رومانيا هم من الأقليات. الأقليات الرئيسية هم المجريون والغجر، على الرغم من وجود مجموعات عرقية أخرى أصغر أيضًا.
قبل الحرب العالمية الثانية كانت الأقليات تمثل أكثر من 28٪ من مجموع السكان. خلال الحرب انخفضت هذه النسبة إلى النصف، إلى حد كبير بسبب فقدان المناطق الحدودية في بيسارابيا وشمال بوكوفينا (إلى الاتحاد السوفيتي السابق ،فيما بعرف حالياً بـ مولدوفا وأوكرانيا) وجنوب دوبروجا (التي فقدتها إلى بلغاريا). ثلثا السكان الألمان إما غادروا أو تم ترحيلهم بعد الحرب العالمية الثانية، وهي الفترة التي أعقبتها عقود من الهجرة المنتظمة نسبيًا (وفقًا للمعايير الشيوعية).
خلال فترة ما بين الحربين العالميتين في رومانيا بلغ العدد الإجمالي للألمان العرقيين ما يصل إلى 786,000 (وفقًا لبعض المصادر والتقديرات التي يرجع تاريخها إلى عام 1939) وهو رقم انخفض لاحقًا إلى حوالي 36000 اعتبارًا من عام 2011 في رومانيا المعاصرة.
أحد الأسباب التي أدت إلى انخفاض عدد الألمان في رومانيا هو أنه بعد الثورة الرومانية كانت هناك هجرة جماعية من ترانسيلفانيا ساكسون إلى ألمانيا، في ما أشارت إليه صحيفة الجارديان البريطانية اليومية على أنها ``أكثر الهجرات العرقية إثارة للدهشة والقليل من التقارير حولها في أوروبا الحديثة ''. 
من إجمالي عدد السكان البالغ ثلاثة أرباع مليون يهودي قبل الحرب العالمية الثانية ، قُتل حوالي الثلث خلال الهولوكوست.  أدت الهجرة الجماعية ومعظمها إلى إسرائيل والولايات المتحدة إلى خفض عدد الجالية اليهودية الباقية إلى أقل من 6 آلاف يهودي في عام 2002 (تشير التقديرات إلى أن الأعداد الحقيقية يمكن أن تكون أعلى 3-4 مرات). 
المجريون (المجريون انظر المجريون في رومانيا ، وخاصة في مقاطعات هارغيتا وكوفاسنا وموري) والغجر (الغجر انظر الغجر في رومانيا) هم الأقليات الرئيسية.
وذلك مع انخفاض عدد السكان الألمان ( بنات سوابيانس في تيميتش وساكسون وترانسيلفانيان في سيبيو، براشوف وفي أماكن أخرى).
كما يوجد أعداد أقل من التشيك، والبلغار، والصرب (المتواجدين بشكل رئيسي في ماراموريش وبوكوفينا)، الأوكرانيون من رومانيا (خاصة في برايلا وكونستانتسا) ، الأتراك والتتار (بشكل رئيسي في كونستانتسا) ، أيضاً الأرمن، الروس (بشكل رئيسي في ليبوفان، المؤمنون القدامى في تولسيا)، اليهود وغيرهم.
منذ الثورة الرومانية عام 1989 أصبحت بوخارست ومدن أخرى عالمية بشكل متزايد بما في ذلك الوجود المحدد من خارج دول الاتحاد الأوروبي (الصينيون والأتراك والمولدوفيون والعرب السوريون والعراقيون والأفارقة) وكذلك من الاتحاد الأوروبي (الفرنسيون والإيطاليون والألمان والبريطانيون واليونانيون). 
في رومانيا يوجد أيضًا عمال ضيوف من دول مثل فيتنام ونيبال.  
الأقليات هي الأكبر في ترانسيلفانيا والبانات، المناطق الواقعة في شمال وغرب البلاد، والتي كانت جزءًا من مملكة المجر (بعد عام 1867 أصبحت تلقبالنمسا-المجر) حتى نهاية الحرب العالمية الأولى، وحتى قبل الاتحاد مع رومانيا كان الإثنيون الرومانيون يشكلون الأغلبية الإجمالية في ترانسيلفانيا. ومع ذلك، كان الهنغاريون والألمان العرقيون هم السكان الحضريون المهيمنون حتى وقت قريب نسبيًا، بينما لا يزال المجريون يشكلون الأغلبية في مقاطعتي هارغيتا وكوفاسنا.
يشكل الغجر واحد من أكبر الأقليات في رومانيا. وفقًا للإحصاء الروماني لعام 2011 ، يبلغ عددهم 621,573 شخصًا أو 3.08٪ من إجمالي السكان، كونهم ثاني أكبر أقلية عرقية في رومانيا بعد الهنغاريين  مع وجود عدد كبير من السكان في مقاطعات موريس (8.9٪) وكولاراسي (7،47٪). هناك تقديرات مختلفة حول حجم إجمالي السكان من أصل روماني في رومانيا لأن الكثير من الناس من أصل روماني لا يعلنون أنفسهم من الغجر. عادة ما يتم التقليل من عدد الغجر في الإحصاءات الرسمية وقد يمثلون 5-11 ٪ من سكان رومانيا.
بعد الهنغاريين والرومانيين، يشكل الأوكرانيون في رومانيا ثالث أكبر أقلية. وفقًا للإحصاء الروماني لعام 2011، يبلغ عددهم 51703 شخصًا ، ويشكلون 0.3 ٪ من إجمالي السكان.  يعيش الأوكرانيون بشكل رئيسي في شمال رومانيا ، في مناطق قريبة من الحدود الأوكرانية. يعيش أكثر من 60٪ من الأوكرانيين الرومانيين في مقاطعة ماراموري (حيث يشكلون 6.77٪ من السكان).

## الأصول
| عِرق                         | رقم        | ٪     |
| --------------------------- | ---------- | ----- |
| الرومانيون                  | 12,981,324 | 71.9  |
| المجريون                    | 1،425،507  | 7.9   |
| الألمان                     | 745,421    | 4.1   |
| يهود                        | 728,115    | 4.0   |
| الروثينيون والأوكرانيون     | 582,115    | 3.2   |
| الروس                       | 409,150    | 2.3   |
| البلغار                     | 366,384    | 2.0   |
| الروما (الغجر)              | 262,501    | 1.5   |
| أتراك                       | 154،772    | 0.9   |
| جاجوزيان                    | 105,750    | 0.6   |
| التشيك والسلوفاك            | 51,842     | 0.3   |
| الصرب والكروات والسلوفينيين | 51,062     | 0.3   |
| أعمدة                       | 48,310     | 0.3   |
| اليونانيون                  | 26,495     | 0.2   |
| التتار                      | 22,141     | 0.1   |
| الأرمن                      | 15,544     | <0.1  |
| هوتسول                      | 12,456     | <0.1  |
| ألبان                       | 4,670      | <0.1  |
| آخرون                       | 56,355     | 0.3   |
| غير معلن                    | 7,114      | <0.1  |
| المجموع                     | 18،057،028 | 100.0 |

## احصاءات حيوية

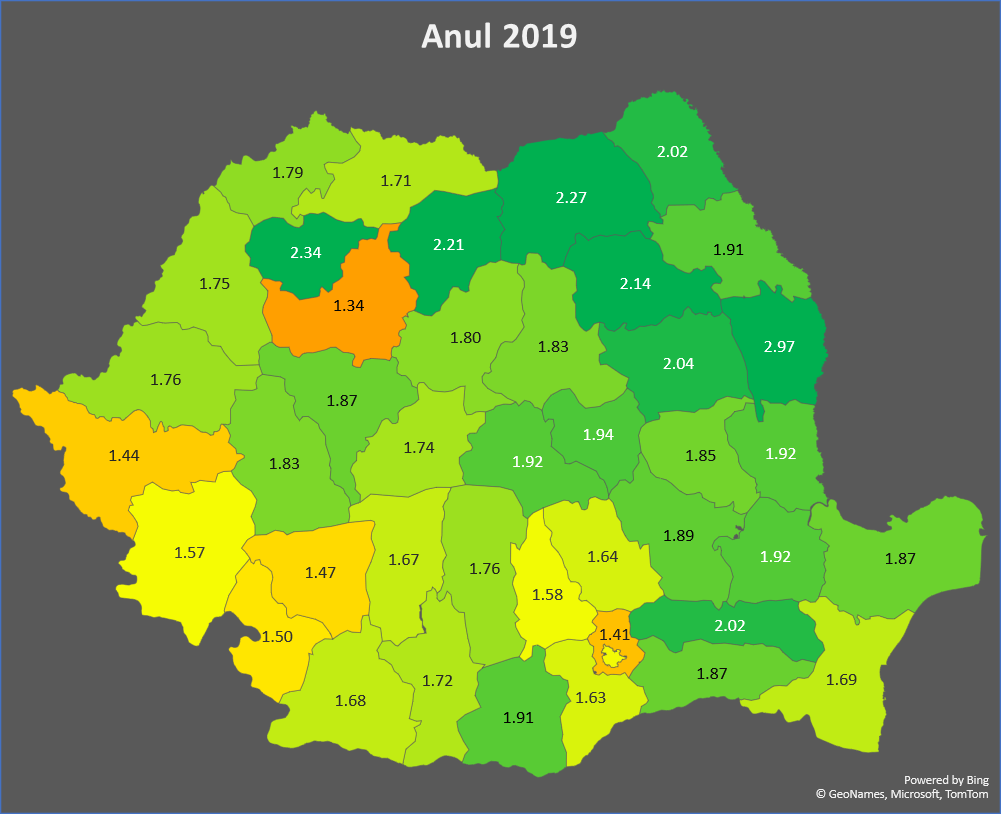
معدل الخصوبة الكلي في رومانيا حسب المحافظة (2019)

### معدل الخصوبة الكلي من 1850 إلى 1899
معدل الخصوبة الإجمالي هو عدد الأطفال المولودين لكل امرأة. يعتمد على بيانات جيدة إلى حد ما لكامل الفترة. المصادر: Our World In Data and Gapminder Foundation . 
| سنين                          | 1850 | 1851 | 1852 | 1853 | 1854 | 1855 | 1856 | 1857 | 1858 | 1859 | 1860 |
| ----------------------------- | ---- | ---- | ---- | ---- | ---- | ---- | ---- | ---- | ---- | ---- | ---- |
| معدل الخصوبة الكلي في رومانيا | 5.22 | 5.08 | 4.94 | 4.8  | 4.66 | 4.52 | 4.38 | 4.24 | 4.11 | 3.97 | 4.23 |

| سنين                          | 1861 | 1862 | 1863 | 1864 | 1865 | 1866 | 1867 | 1868 | 1869 | 1870 |
| ----------------------------- | ---- | ---- | ---- | ---- | ---- | ---- | ---- | ---- | ---- | ---- |
| معدل الخصوبة الكلي في رومانيا | 4.29 | 4.29 | 4.07 | 4.82 | 4.64 | 4.19 | 4.25 | 4.48 | 4.56 | 4.61 |

| سنين                          | 1871 | 1872 | 1873 | 1874 | 1875 | 1876 | 1877 | 1878 | 1879 | 1880 |
| ----------------------------- | ---- | ---- | ---- | ---- | ---- | ---- | ---- | ---- | ---- | ---- |
| معدل الخصوبة الكلي في رومانيا | 4.49 | 4.29 | 4.36 | 4.6  | 5.2  | 4.96 | 4.74 | 4.22 | 4.97 | 5.05 |

| سنين                          | 1881 | 1882 | 1883 | 1884 | 1885 | 1886 | 1887 | 1888 | 1889 | 1890 |
| ----------------------------- | ---- | ---- | ---- | ---- | ---- | ---- | ---- | ---- | ---- | ---- |
| معدل الخصوبة الكلي في رومانيا | 5.56 | 5.41 | 5.74 | 5.55 | 5.78 | 5.65 | 5.49 | 5.68 | 5.44 | 5.16 |

| سنين                          | 1891 | 1892 | 1893 | 1894 | 1895 | 1896 | 1897 | 1898 | 1899 |
| ----------------------------- | ---- | ---- | ---- | ---- | ---- | ---- | ---- | ---- | ---- |
| معدل الخصوبة الكلي في رومانيا | 5.67 | 5.23 | 5.43 | 5.48 | 5.67 | 5.45 | 5.75 | 4.92 | 5.63 |

| سنين                          | 1916 | 1917 | 1918 |
| ----------------------------- | ---- | ---- | ---- |
| معدل الخصوبة الكلي في رومانيا | 4.84 | 4.25 | 3.67 |

| سنين                          | 1940 | 1941 | 1942 | 1943 | 1944 | 1945 |
| ----------------------------- | ---- | ---- | ---- | ---- | ---- | ---- |
| معدل الخصوبة الكلي في رومانيا | 3.55 | 3.08 | 2.87 | 3.14 | 2.91 | 2.63 |

| فترة              | ولادة حية       | حالات الوفاة     | زيادة طبيعية |
| ----------------- | --------------- | ---------------- | ------------ |
| يناير - مايو 2022 | 64599           | 124996           | -60397       |
| يناير - مايو 2023 | 61484           | 106،042          | -44558       |
| اختلاف            | ▼-3115 (-4.82٪) | -18954 (-15.16٪) | ▲ +15839     |

### متوسط العمر المتوقع 1950-2020

متوسط العمر المتوقع في رومانيا منذ عام 1932

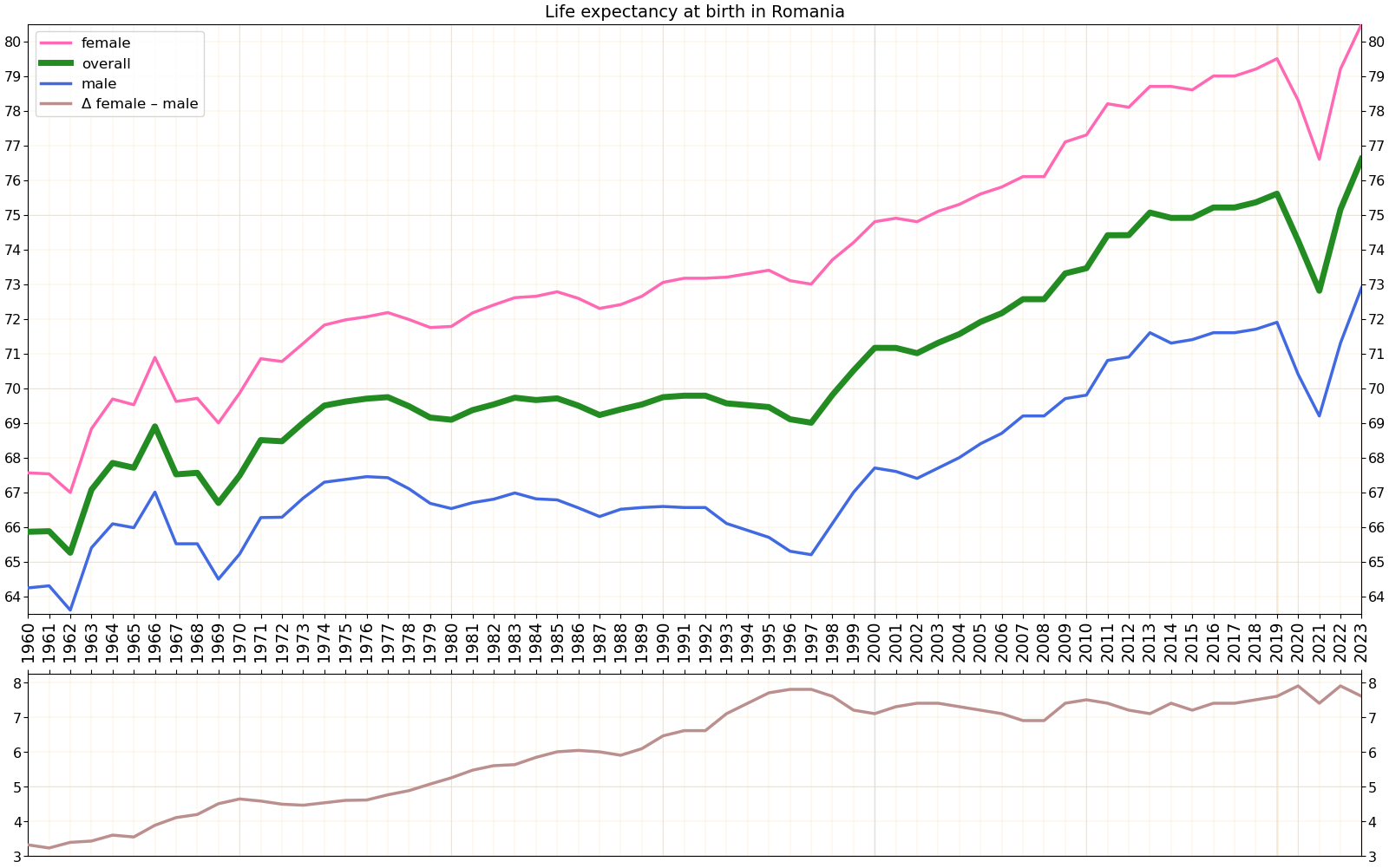
متوسط العمر المتوقع في رومانيا منذ عام 1960 حسب الجنس

متوسط العمر المتوقع في سن 0 من إجمالي السكان. 
| فترة      | متوسط العمر المتوقع في سنين |
| --------- | --------------------------- |
| 1950-1955 | 61.15                       |
| 1955-1960 | ▲63.287                     |
| 1960-1965 | ▲ 67.78                     |
| 1965-1970 | ▼67.34                      |
| 1970-1975 | ▲69.02                      |
| 1975-1980 | ▲ 69.59                     |
| 1980-1985 | ▲69.73                      |
| 1985-1990 | ▼69.52                      |
| 1990-1995 | ▲69.60                      |
| 1995-2000 | ▲69.71                      |
| 2000-2005 | ▲71.47                      |
| 2005-2010 | ▲73.08                      |
| 2010-2015 | ▲74.85                      |
| 2015-2020 | ؟                           |

## معدلات المواليد حسب المقاطعات
يوجد في رومانيا 41 مقاطعة ومدينة واحدة ذات وضع خاص ، وهي بوخارست . مقاطعة إلفوف لديها أعلى معدل مواليد خام (12.0 ‰) ، في حين أن مقاطعة فالسيا لديها أدنى معدل مواليد خام (6.6 ‰). معدلات المواليد أعلى بشكل عام في المناطق الريفية مقارنة بالمناطق الحضرية.

## إحصاءات التركيبة السكانية

تاريخ سكان رومانيا (الحدود الحديثة)

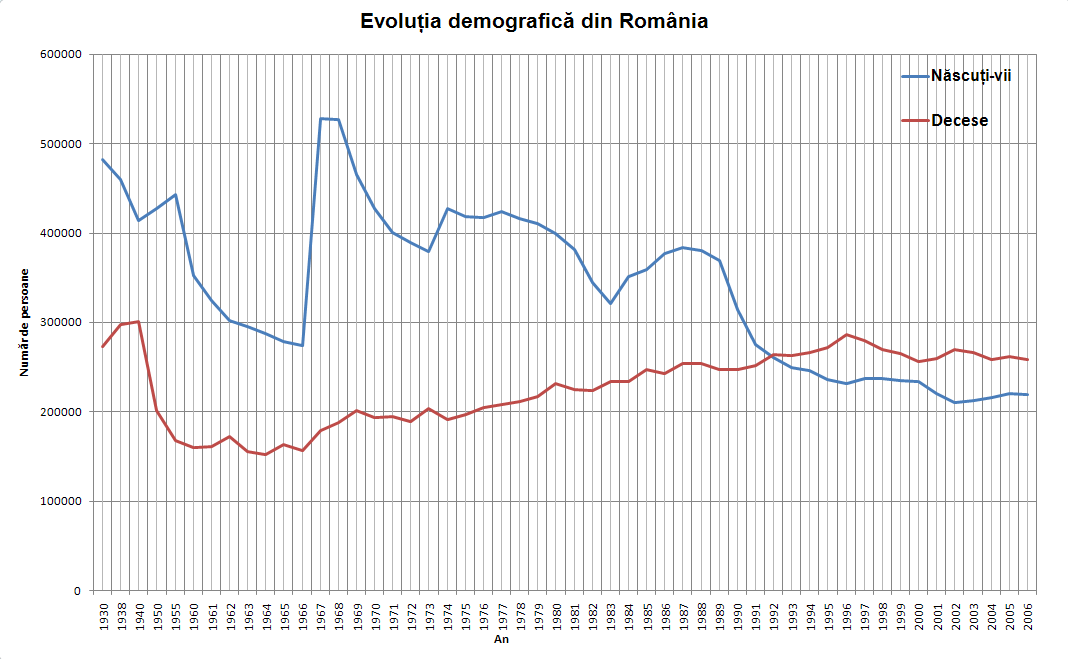
المواليد الأحياء والوفيات بين عامي 1930 و 2006

السكان ومعدل الخصوبة وصافي معدل التكاثر منذ عام 1950 ، تقديرات الأمم المتحدة

الإحصاءات الديموغرافية وفقًا لمجلة سكان العالم لعام 2019. 
- ولادة واحدة كل 3 دقائق
- وفاة واحدة كل دقيقتين
- صافي خسارة شخص واحد كل 5 دقائق
- مهاجر واحد صافي كل 19 دقيقة

الإحصاءات الديموغرافية التالية مأخوذة من كتاب حقائق العالم لوكالة المخابرات المركزية، ما لم يُذكر خلاف ذلك.

### السكان
يبلغ عدد السكان الإجمالي: 19,000,000 (تقديرات يناير 2023)

### منتصف العمر
المجموع: 41.6 سنة. (مقارنة الدول بالعالم: المرتبة 38)
ذكور: 40.2 سنة
الإناث: 43 سنة (تقديرات 2018)

### معدل المواليد
8.7 مواليد لكل 1،000 نسمة (تقديرات عام 2018) مقارنة الدول بالعالم: المرتبة 211

### معدل الوفيات
12 حالة وفاة لكل 1،000 من السكان (تقديرات عام 2018) مقارنة الدول بالعالم: 17

### معدل الخصوبة الكلي
1.71 مولود / امرأة (2017) مقارنة الدول بالعالم: المرتبة 154

### معدل صافي الهجرة
-0.2 مهاجر (مهاجرون) / 1،000 نسمة (تقديرات عام 2018) ) مقارنة الدول بالعالم: المرتبة 113
-0.13 مهاجر (مهاجرون) / 1،000 نسمة (تقديرات عام 2006) ) 

### متوسط عمر الأم عند الولادة الأولى
26.7 سنة (2014)

### معدل النمو السكاني
-0.35٪ (تقديرات 2018 ) مقارنة الدول بالعالم: المركز 219
-0.127٪ (تقديرات عام 2007). 

### النسبة بين المناطق الحضرية والريفية
رومانيا هي واحدة من أقل البلدان تحضرًا في أوروبا. تعيش أغلبية بسيطة، 56.4 في المائة، في المناطق الحضرية (إجمالي 12،546،212 شخصًا). أما الباقون ، أي 43.6 في المائة ، فيعيشون في المناطق الريفية (9،695،506 في المجموع).
سكان الحضر: 54٪ من إجمالي السكان (2018)
معدل التحضر: -0.38٪ معدل التغير السنوي (2015-2020). )

### نسبة الجنس
عند الولادة: 1.06 ذكر / أنثى
أقل من 15 سنة: 1.05 ذكر / أنثى
15-64 سنة: 0.99 ذكر / أنثى
65 سنة فأكثر: 0.71 ذكر (ذكور) / أنثى
مجموع السكان: 0.95 ذكر / أنثى (تقديرات عام 2008)

### معدل وفيات الرضع
9.2 حالة وفاة لكل 1000 ولادة حية (مايو 2010) ؛  انخفاضًا من 17.3 حالة وفاة لكل 1000 مولود حي في عام 2002. 

### مدة الحياة المتوقعة عند الولادة
- مجموع السكان: 75.6 سنة (2018) مقارنة الدول بالعالم: المرتبة 106
  - الذكور: 72.1 سنة (2018)
  - الإناث: 79.2 سنة (2018)
- مجموع السكان: 75 سنة
  - ذكور: 71.4 سنة
  - الإناث: 78.8 سنة (تقديرات 2015) [35]

### معرفة القراءة والكتابة
التعريف: سن 15 وما فوق يمكنه القراءة والكتابة (2015 est. )
إجمالي السكان: 98.8٪
ذكور: 99.1٪
إناث: 98.5٪ (تقديرات 2015) )

### العمر المتوقع للمدرسة (من التعليم الابتدائي إلى العالي)
المجموع: 14 سنة
الذكور: 14 سنة
الإناث: 15 سنة (2016)

### البطالة بين الشباب الذين تتراوح أعمارهم بين 15 و 24 عامًا
المجموع: 20.6٪. مقارنة الدول بالعالم: المرتبة 62
ذكور: 19.9٪
إناث: 21.8٪ (تقديرات 2016) )

### المواطنة والجنسية
الاسم للفرد هو روماني، والاسم للشعب هو الرومانيون.

## الهيكل العمري

الهرم السكاني لرومانيا عام 2017

صفر - 14 سنة: 14.31٪ (ذكور 1،576،621 / إناث 1،493،082)
15-24 سنة: 10.45٪ (ذكور 1،151،312 / إناث 1،091،956)
25 - 54 سنة: 46.11٪ (ذكور 5،010،272 / إناث 4،883،090)
55 - 64 سنة: 12.37٪ (ذكور 1،244،669 / إناث 1،409،854)
65 سنة فأكثر: 16.76٪ (ذكور 1،454،320 / إناث 2،141،940) (2018 est. )
الإحصاءات السكانية التالية مأخوذة من المعهد الوطني للإحصاء في 1 يوليو 2016.
- 0-14 سنة: 14.7٪ (ذكور 1،678،542 / إناث 1،586،709)
- 15 - 64 سنة: 69.5٪ (ذكور 7،744،863 / إناث 7،687،078)
- 65 سنة فأكثر: 15.8٪ (ذكور 1،420،144 / إناث 2،097،659) (تقديرات 2016) )

نتيجة للسياسات المؤيدة للإنجاب لنظام نيكولاي تشوتشيسكو (انظر المرسوم رقم 770) يوجد في رومانيا نسبة أعلى من الأشخاص المولودين في أواخر الستينيات والسبعينيات من القرن الماضي مقارنة بأي دولة غربية أخرى باستثناء سلوفينيا . كانت الأجيال المولودة في 1967 و 1968 هي الأكبر ، على الرغم من أن الخصوبة ظلت مرتفعة نسبيًا حتى عام 1990. وُلِد 8.55٪ من السكان الرومانيين في الفترة من 1976 إلى 1980 ، مقارنة بـ 6.82٪ من الأمريكيين و 6.33٪ من البريطانيين.

## الدين
- الروم الأرثوذكس - 86.7٪
- الروم الكاثوليك - 4.7٪

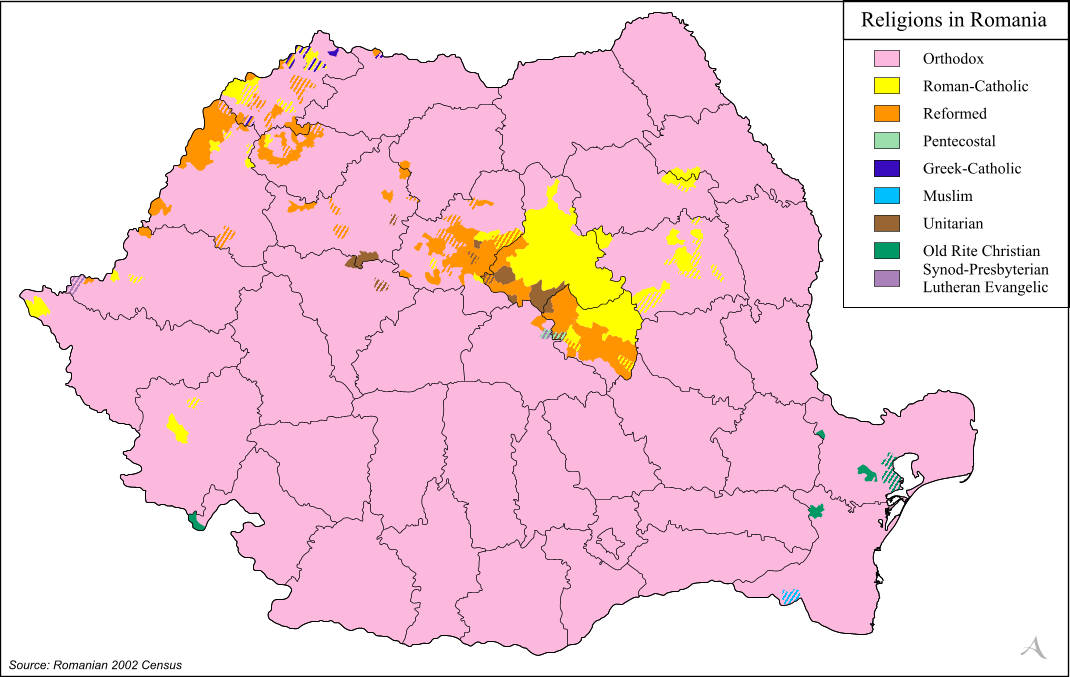
توزيع الأديان في رومانيا

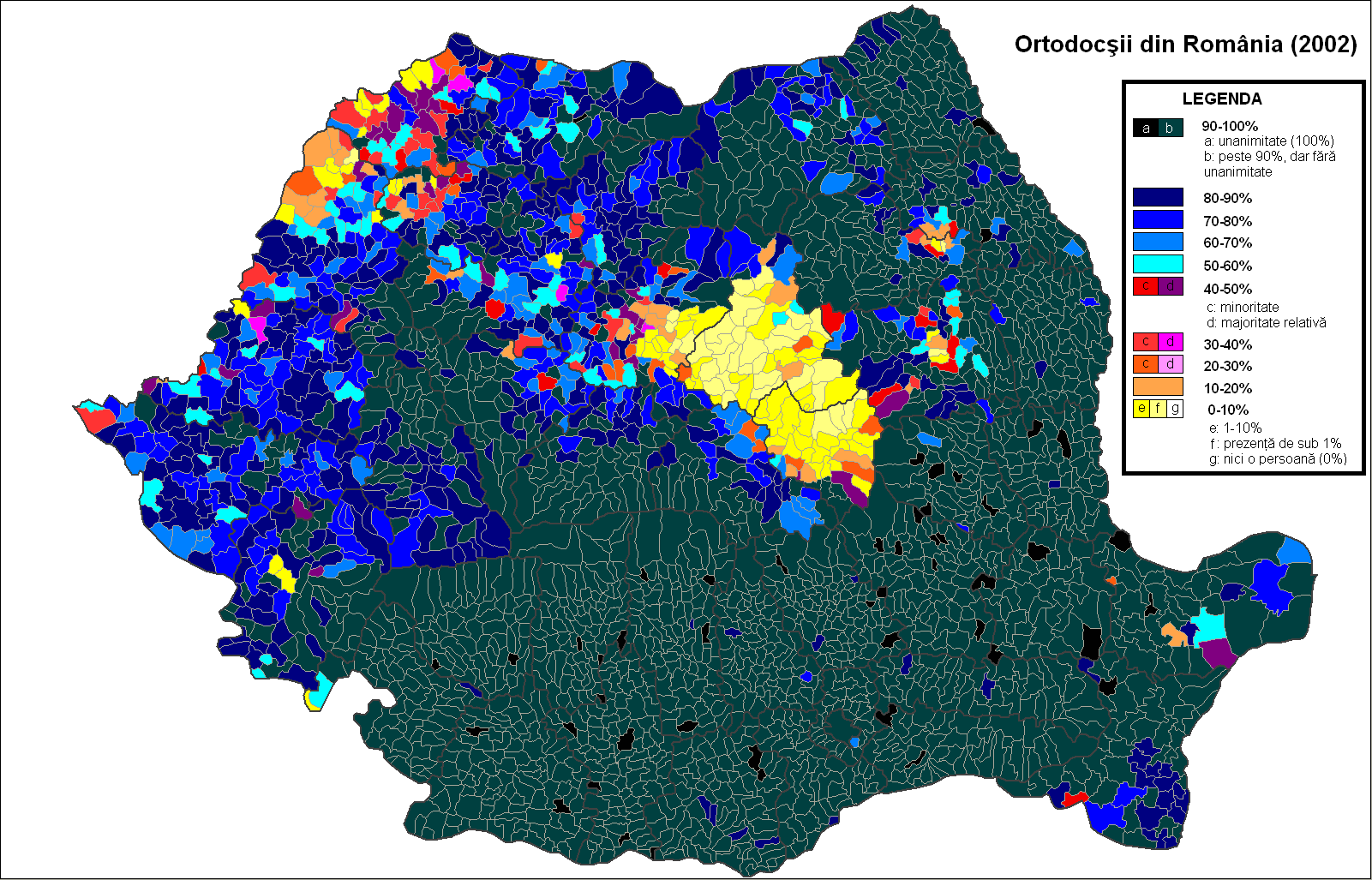
توزيع الأرثوذكس في رومانيا

- الكنائس البروتستانتية (كالفين، اللوثرية، الموحدين، الخمسينيين، المعمدانيين، السبتية) - 5.3٪
- الروم الكاثوليك - الاتحاد - 0.9٪
- الإسلام - 0.3٪
- الإلحاد - ≈0.04٪ (9،271 شخصًا)
- لا دين - 0.1٪
- الديانات الأخرى - 2.0٪
- رفض التصريح - 0.1٪

يميل الانتماء الديني إلى اتباع الخطوط العرقية ، حيث يتطابق معظم الرومانيين العرقيين مع الكنيسة الأرثوذكسية الرومانية. الكنيسة اليونانية الكاثوليكية أو الكنيسة الموحدة ، التي أعيد توحيدها مع الكنيسة الأرثوذكسية في عام 1948 ، أعيد ترميمها بعد ثورة 1989.
يشير تعداد عام 2002 إلى أن 0.9٪ من السكان هم من الروم الكاثوليك، مقابل حوالي 10٪ قبل عام 1948. يشكل الروم الكاثوليك، ومعظمهم من الهنغاريين والألمان، 4.7٪ من السكان. الكالفينيون، المعمدانيون (انظر الاتحاد المعمداني لرومانيا واتفاقية الكنائس المعمدانية المجرية في رومانيا) ، الخمسينية ، واللوثريون يشكلون 5٪ أخرى. هناك أعداد أقل للمسلمين والديانات الأخرى.

## روابط خارجية
- إحصائيات الأمم المتحدة - رومانيا
- المعهد الوطني الروماني للإحصاء (الموقع باللغة الرومانية ، ملفات PDF باللغتين الرومانية والإنجليزية)
- خريطة الكثافة السكانية